# Antibiotici u lečenju zapaljanja crvuljka
Antibiotici u lečenju zapaljanja crvuljka sastavni su deo konzervativne terapije koja se može primeniti kod većine pacijenata sa akutnim zapaljenjem crvuljka u prvih 12 — 24 časa. Iako se antibiotici mogu primeniti u lečenju zapaljanja crvuljka bez nepovoljnih ishoda (izuzev kod refrakternih slučajeva koji se moraju lečiti hirurški), njihova primena i dalje nije jasno definisana.

## Epidemiologija
Nedavno istraživanje sprovedeno na Medicinskom fakultetu Univerziteta Severna Dakota otkrilo je da iako se zapaljanja crvuljka često rešava primenom antibiotika, velika većina Amerikanaca umesto toga bira operaciju. Samo oko 1 od 10 odraslih osoba rekla je da će koristiti antibiotike za lečenje zapaljanja crvuljka.

## Opšte informacije
Odluku o primeni antibiotika umesto primene operativnog pristupa u lečenju akutnog zapaljanja crvuljka trebalo bi da donesu zajednički lekar, pacijenat i njegova porodica.
Primena antibiotika u lečenju zapaljanja crvuljka, danas je zasnovana na većem broju protokola koji se međusobno razlikuju u odnosu na: vrstu i dužinu primene antibiotika, trenutak ordiniranja, hirurški ili operativni pristup (laparoskopski ili otvoreno), način zatvaranja operativne rane (sa ili bez drenaže).

### Vrtsta antibiotika
Pre izbora antibiotika treba treba imati u vidu da on mora da bude efikasan protiv bakterija koje su permanentno prisutne u crvuljku, a to su:
- Anaerobne bakterije — od kojih su najviše zastupljeni Bakteroidi, Klostridijum i Peptostreptokokus vrste.
- Gram negativni koliformni sojevi — kao što su: Ešerihija koli, Pseudomonas aeruginosa, Enterobakter i Klebsiela.
- Gram pozitivni mikroorganizmi — koji se retko mogu naći u debelom crevu, tako da je primena antibiotika protiv ovih vrsta (poput Enterokokusa) kontroverzna.[1][4]

Nekomplikovani slučajevi
Kod nekomplikovanih zapaljenja crvuljka lečenje jednim antibiotikom širokog spektra je sasvim dovoljno. Najčešće se kod ovih slučajeva primenjuju cefalosporini (cefoxitin, cefotetan), ampicilin (sulbaktam) ili piperacilin (tazobaktam).
Komplikovani slučajevi
Kod komplikovanih zapaljenja crvuljka, tradicionalno se godinama primenjivala „tripl“ antibiotska terapija (ampicilin, gentamicin i klindamicin/ metronidazol). Uvođenjem novijih antibiotika širokog spektra, tokom 1990-ih godina, preporuke za lečenje zapaljenja crvuljka su se menjale. Studije su pokazale da je kombinacija dva antibiotka poput ceftriaksona i metronidazola ili monoterapija piperacilin/tazobaktam-om jednako efikasna kao i tripl terapija, ali da su troškovi lečenja manji.

### Dužina primene antibiotika
Dužina trajanja primene antibiotske terapije je takođe predmet diskusija. Standarni protokol za terapiju antibioticima predlaže primenu tri dana intravenskih antibiotika u bolnici, plus sedam dana oralnih antibiotika kod svoje kuće.
Nekomplikovani slučajevi
Kod nekomplikovanih zapaljenja crvuljka, uz preoperativnu dozu antibiotika, može se nastaviti sa terapijom tokom 24-48 časa.
Komplikovani slučajevi
Kod komplikovanih zapaljenja crvuljka, dužina trajanja antibiotske terapije iznosi 7-10 dana.

### Način primene
Antibiotska terapija se ne mora primenjivati samo parenteralno, već ju je moguće prevesti u peroralnu, da bi pacijent mogao biti otpušten na kućno lečenje, nakon stabilizacije stanja, i u tim uslovima nastavio sa njihovom primenom.

## Suprotstavljeni stavovi
Pristalice
Jedan deo istraživača primenu ove metode lečenja opravdava činjenicom da je većina slučajeva zapaljanja crvuljka nekomplikovan, što jednostavno znači da organ nije perforirao, i može se lečiti antibioticima, dok je operacija potrebna samo kada postoji mogućnost da crvuljak perforira (a taj razlik se lako vidi na CT snimku).
Protivnici
Drugi deo istraživača smatra da oko 20 do 30 posto pacijenata sa zapaljanjem crvuljka ima perforiraciju koju treba ukloniti, dok se 70 do 80 posto pacijenata možda može lečiti samo antibioticima. Međutim kako je perforacija crvuljka poput male „suze”, koja omogući da gnojni sadržaj iz crvuljka procuri i izazve potencijalno fatalnu infekciju krvi.
Takođe protivnici primene sam antibiotika navode da je 100 od 257 pacijenata lečenih antibioticima moralo imati apendektomiju tokom pet godina od pojave zapaljenja crvuljka i lečenja antibioticima.

## Napomene
1. ↑  Poređenja radi boravak u bolnici nakon laparoskopske operacije crvuljka je u načelu samo jedan dan.

## Spoljašnje veze
- Appendix Pain? Appendicitis, Surgery, and More — MedicineNet (језик: енглески)

|  | Molimo Vas, obratite pažnju na važno upozorenje u vezi sa temama iz oblasti medicine (zdravlja). |